# Zijpe (water)
Het Zijpe is een voormalige zeearm in de Zeeuwse delta. Het water scheidt Sint Philipsland van Schouwen-Duiveland en is samen met het Mastgat en het Keeten onderdeel van de verbinding tussen de Grevelingen en de Krammer in het noorden en de Oosterschelde in het zuiden. Het maakt deel uit van de druk bevaren route van Rotterdam naar Terneuzen en Gent.

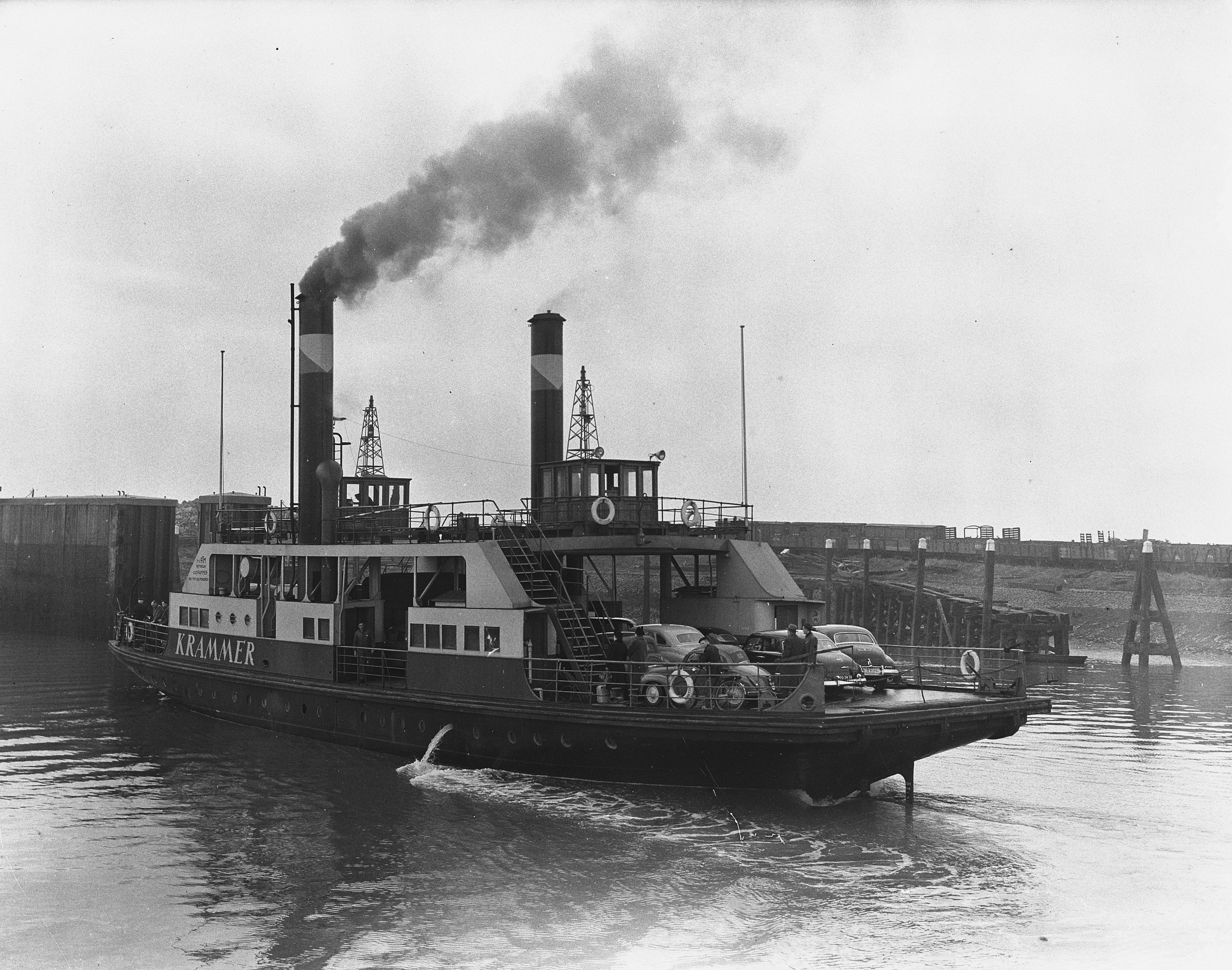
Veerboot in 1954

Tot de opening van de Philipsdam in 1988 voer er tussen Zijpe en Anna Jacobapolder een veerdienst van de Rotterdamsche Tramweg Maatschappij over het Zijpe. Tot 1964 was er ook een RTM-veerdienst vanaf Numansdorp naar Zijpe.
Het Zijpe staat open in verbinding met de Oosterschelde en kent daarom ook getijden. Het water is zout tot brak.
Het Zijpe is onderdeel van het Natura 2000-gebied Oosterschelde en ook van het Nationaal Park Oosterschelde.